# Periodico

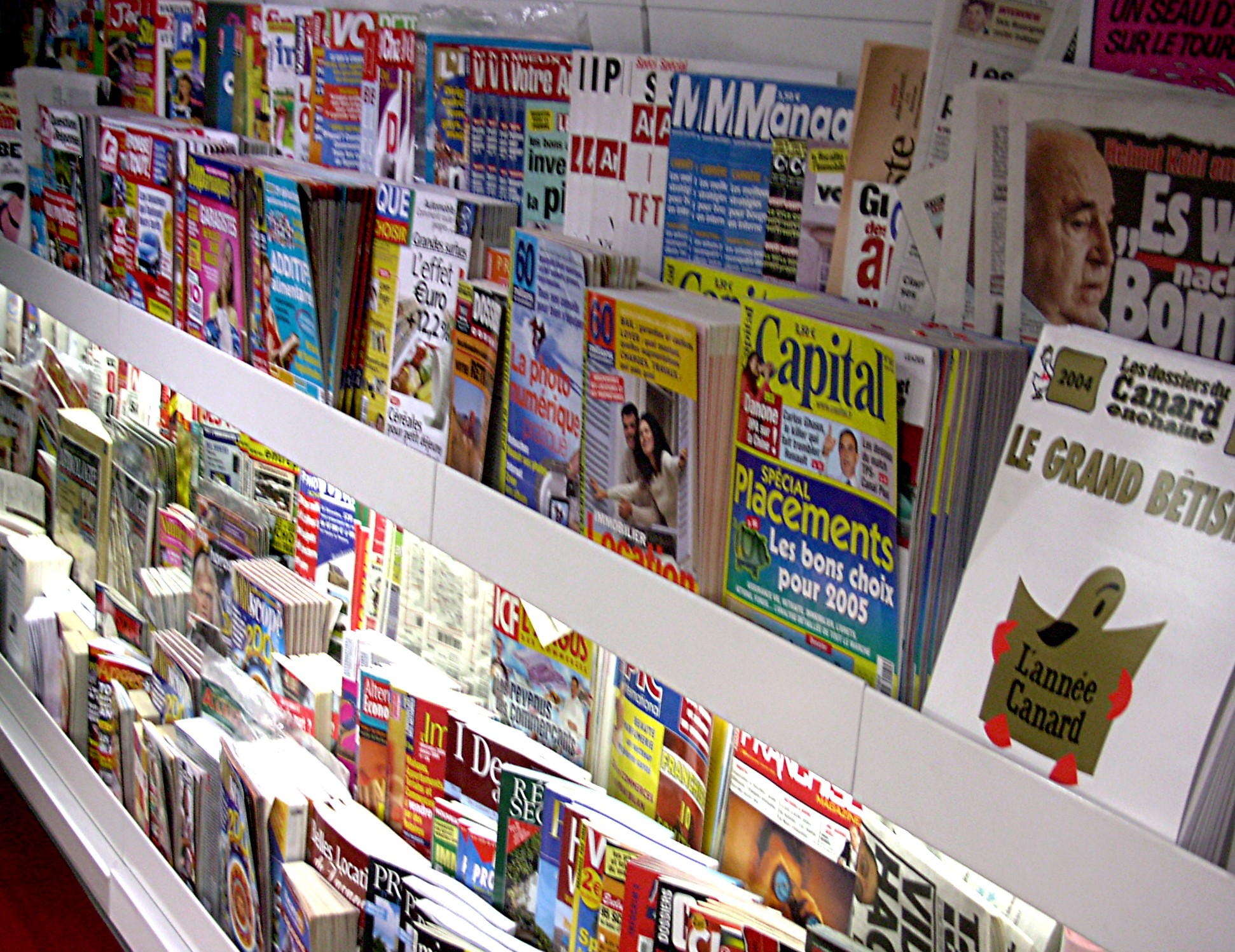
Periodici in vendita in Francia nel 2004

Un periodico (dal latino periodĭcu[m], e dal greco antico περιοδικός?, periodikós, a sua volta da περίοδος, períodos, "periodo") è un prodotto editoriale, diverso da un giornale quotidiano, pubblicato a intervalli regolari nel tempo sotto uno stesso titolo. Sono periodici i settimanali, i quindicinali, i mensili, i bimestrali e gli annuari. Ogni fascicolo è numerato o datato progressivamente e la numerazione si rinnova generalmente a ogni annata.
Esistono periodici specialistici, pensati per un pubblico ristretto, così come pubblicazioni per il grande pubblico. Possono essere distribuiti sia sul tradizionale supporto cartaceo, sia sempre più spesso anche su supporto digitale (e talvolta persino solo on-line); alcune versioni sono pensate per tablet o smartphone.

## Classificazione dei periodici in base alla denominazione e al contenuto
I periodici possono essere classificati, in base alla loro denominazione (indicata nel titolo o nel sottotitolo) e al loro contenuto (d'informazione più o meno approfondita), come segue:
- giornale: è un periodico con frequenza di pubblicazione che, contrariamente a ciò che farebbe pensare il nome, può anche non essere giornaliera: in tal caso è una rivista di aggiornamento e approfondimento specialistico. Ad esempio, «Il Giornale dell'Arte» è un mensile, il «Giornale storico della letteratura italiana» è trimestrale. Fu il titolo di importanti periodici letterari e scientifici cessati, come il «Giornale Arcadico», il «Giornale degli economisti», il «Giornale di matematiche», ecc.
- rivista: è un periodico con frequenza di pubblicazione non giornaliera. Solitamente tratta in modo approfondito un determinato argomento per un pubblico specializzato, oppure riporta fatti d'attualità per un vasto pubblico; in questo secondo caso è anche chiamata rotocalco. È il titolo di importanti periodici come la «Rivista di filologia e di istruzione classica» e la «Rivista di filosofia».
- almanaccoː è un periodico con frequenza di pubblicazione annuale. Al calendario dell'anno successivo aggiunge informazioni meteorologiche e astronomiche o astrologiche (così, ad esempio, il calendario e almanacco di Frate Indovino), oppure raccoglie un insieme di notizie statistiche in ambiti specifici relative all'anno precedente. È il titolo di importanti periodici araldici come l'«Almanacco di Gotha», sportivi come l'«Almanacco illustrato del calcio» e anche letterari come in Francia l'«Almanach des Muses».

## Classificazione dei periodici in base alla cadenza di pubblicazione
In ordine decrescente di frequenza di pubblicazione, le tipologie più comuni di periodici sono:
- trisettimanale (tre uscite settimanali a giorni prefissati): formula rara utilizzata da alcuni organi d'informazione locali;
- bisettimanale (due uscite settimanali a giorni prefissati): ad esempio, i giornali di annunci economici o alcuni giornali di notizie locali;
- settimanale (uscita in un giorno prefissato della settimana): ad esempio i rotocalchi come «Gente» e «Panorama», riviste d'informazione televisiva come «Telesette», periodici d'attualità sportiva come «Autosprint»; molti fumetti di grande diffusione, come «Topolino». Il settimanale era detto anche ebdomadario (dal greco antico, ἑβδομάς -άδος, da ἔβδομος "settimo");[2]
- quattordicinale (uscita ogni due settimane);
- quindicinale o bimensile (uscita due volte al mese): ad esempio, magazine d'informazione non strettamente legati all'attualità;
- mensile (in genere in uscita nei primi giorni del mese): ad esempio, riviste di approfondimento su argomenti specialistici o professionali (architettura, giardinaggio, bricolage ecc.);
- bimestrale e trimestrale (in genere in uscita nei primi giorni di ogni bimestre o trimestre): solitamente riviste e pubblicazioni scientifiche o letterarie e, nel caso specifico di quelle trimestrali, sovente anche di moda, in quanto la cadenza è confacente al ritmo stagionale delle collezioni d'abbigliamento;
- semestrale e annuale: in genere le pubblicazioni che hanno tale cadenza sono cataloghi, annuari letterari e/o scientifici, pubblicazioni stagionali legate a un particolare periodo dell'anno, pubblicazioni statistiche.

Singolare è il caso di un periodico francese, La Bougie du sapeur ("La candela del pompiere"), giornale culturale e umoristico che esce a cadenza quadriennale il 29 febbraio di ogni anno bisestile. La prima pubblicazione avvenne nel 1980 e l'undicesimo numero è apparso nel 2020.

## Normativa italiana sulla pubblicazione dei periodici
L'art. 5 della Legge n. 47 del 1948 stabilisce che nessun giornale o periodico può essere pubblicato se non sia stato preventivamente registrato presso la cancelleria del Tribunale nella cui circoscrizione la pubblicazione ha sede. Il successivo art. 16 punisce chiunque intraprenda la pubblicazione di un giornale ovvero di un periodico, senza che sia stata eseguita la suddetta registrazione.
La legge inoltre impone che vi sia un direttore responsabile iscritto all'Albo dei giornalisti, nell'elenco dei professionisti oppure in quello dei pubblicisti.
L'art. 1, comma 1, legge n. 62 del 2001, statuisce che “per prodotto editoriale, ai fini della presente legge, si intende il prodotto realizzato su supporto cartaceo, ivi compreso il libro, o su supporto informatico, destinato alla pubblicazione o, comunque, alla diffusione di informazioni presso il pubblico con ogni mezzo, anche elettronico, o attraverso la radiodiffusione sonora e televisiva, con esclusione dei prodotti discografici o cinematografici” e stabilisce al successivo comma 3 che “al prodotto editoriale si applicano le disposizioni di cui all'art. 2 della legge 8 febbraio 1948 n. 47. Il prodotto editoriale diffuso al pubblico con periodicità regolare e contraddistinto da una testata, costituente elemento identificativo del prodotto, è sottoposto, altresì, agli obblighi previsti dall'art. 5 della medesima legge n. 47 del 1948”.
Va chiarito che “il provvedimento di registrazione consiste in un mero controllo di legittimità della regolarità formale dei documenti prodotti e della rispondenza del loro contenuto alle disposizioni di legge. La registrazione di un periodico, quindi, non costituisce un limite preventivo alla libertà di stampa, essendo esclusa nell'emissione del suddetto provvedimento ogni valutazione discrezionale circa l'opportunità di consentire o meno la pubblicazione. La finalità della registrazione è unicamente quella di garantire la repressione degli abusi e di individuare i soggetti responsabili di eventuali illeciti commessi a mezzo stampa. Essa rappresenta soltanto una condizione di legittimità della pubblicazione, la cui mancanza dà luogo al reato di stampa clandestina. D'altro canto anche la Corte Costituzionale, con sentenza n° 2 del 1971 ha escluso che le disposizioni in esame compromettano le libertà riconosciute e garantite dall'art. 21 della Carta, avendo ivi affermato che l'obbligo della registrazione riguarda esclusivamente i giornali quotidiani o periodici, sicché non pone alcuno ostacolo a che un soggetto manifesti il proprio pensiero con singoli stampati o con numeri unici.” (Tribunale di Modica, sentenza n. 194/08 dell'8 maggio 2008)

## Codice ISSN
Per la classificazione editoriale si utilizza il codice ISSN, analogo al codice ISBN utilizzato per i libri.

## Codice a barre
Per quanto riguarda il codice a barre, la normativa EAN (European Article Number) prevede che si utilizzi il codice EAN/UCC-13 a 13 cifre per l'indicazione della testata del periodico e una parte aggiuntiva (add-on) per l'indicazione del numero del periodico.
Le prime tre cifre del codice EAN/UCC sono 977 (che l'EAN riserva per i periodici); le 7 cifre seguenti (dalla 4 alla 10) rappresentano il codice ISSN (senza la cifra di controllo dell'ISSN). Le cifre 11 e 12 permettono di distinguere tra diverse varianti, più che altro collegate a variazioni di prezzo (ad esempio con 00 si indica una versione normale, con 06 una versione con gadget, 61 con CD, 62 con musicassetta ecc.).
La tredicesima cifra è il codice di controllo calcolato con le normali regole EAN/UCC-13. La parte aggiuntiva, a 5 cifre, specifica il numero del periodico. Possono essere adottati diversi sistemi per la scelta delle 5 cifre. In Italia spesso per i quotidiani si utilizza la numerazione AMMGG, dove A è l'ultima cifra dell'anno di edizione, MM sono le due cifre del mese e GG le due cifre del giorno.
Per i periodici si utilizza la numerazione ANNNN, dove A è l'ultima cifra dell'anno di edizione e NNNN rappresenta il numero. Secondo lo standard italiano il formato utilizzato per NNNN è a discrezione dell'editore, purché il numero ottenuto sia diverso per ogni uscita del periodico; pertanto NNNN può rappresentare l'uscita del periodico a partire dall'inizio dell'anno oppure essere una numerazione ininterrotta.

## I periodici nelle biblioteche
I periodici vengono spesso conservati nelle biblioteche in sale separate da quelle utilizzate per i libri; anche le sale per la consultazione sono di solito separate da quelle dei libri. Spesso gli ultimi numeri sono direttamente disponibili al pubblico, mentre i numeri arretrati sono conservati in archivio.
La sezione della biblioteca che si occupa dei periodici, così come l'insieme dei locali destinati a questa funzione, è detta emeroteca. Frequentemente nelle biblioteche, al fine di ridurne lo spazio occupato, i periodici dopo un certo tempo non vengono più conservati nella loro forma originale, ma vengono conservati in una loro riproduzione che occupa meno spazio (come riproduzioni in microfilm o microfiche).